# Guillem I d'Alvèrnia
Guillem I d'Alvèrnia el Lleó fou comte d'Alvèrnia del 841 o 842 a la seva mort el 846.
Se'l suposa fill de Guerí de Chalon i successor en el comtat del seu germà Guerau o Gerard I d'Alvèrnia (a vegades Gerard de Vergy). Fou també baró de Seumur.
No es coneix el nom de la seva esposa. El va succeir Bernat I d'Alvèrnia. Per bé que hi ha molta confusió en la genealogia dels primers comtes aquest Bernat, si era parent, només podria ser un germà petit o un fill de Guillem.
Fou el pare de Guerau o Gerald (Geraud) al seu torn pare de sant Gerald i d'Ava. Generalment aquestos dos personatges s'identifiquen amb Gerard II d'Alvèrnia (comte 869-872, comte al Llemosí fins a la seva mort el 879) i Gerard el Sant comte d'Orlhac (Aurillac) mort el 909.
Armand de Fluvià i altres, això no obstant, refusen l'existència de fills de Guerí I d'Alvèrnia i fan a Gerard I i a Guillem fills de Teodoric, comte de Ripuària i missus a Borgonya (germà de Guillem I el Sant o Guillem de Gel·lona, comte de Tolosa). Mort Gerard a la batalla de Fontenoy-en-Puisaye el 841 l'hauria succeït el seu germà Guillem, mort el 846. La tornada de la successió a la branca de Gerard no està ben explicada, i la filiació de Bernat I d'Alvèrnia no s'ha pogut establir amb certessa.